# Sarıkoç, Refahiye
Sarıkoç là một xã thuộc huyện Refahiye, tỉnh Erzincan, Thổ Nhĩ Kỳ. Dân số thời điểm năm 2010 là 77 người.